# Liste der Stolpersteine in Helgoland
Die Liste der Stolpersteine in Helgoland enthält alle sechs Stolpersteine, die im Rahmen des gleichnamigen Kunstprojekts von Gunter Demnig in der Gemeinde Helgoland verlegt wurden. Mit ihnen soll der Opfer des Nationalsozialismus gedacht werden, die in Helgoland lebten und wirkten.
Alle sechs Stolpersteine wurden am 17. April 2010 verlegt. Fünf Steine zeigen eine Falschschreibung von „Schießstand“.

## Liste der Stolpersteine
Die Liste ist vorsortiert nach Adresse.
| Adresse          | Person                       | Inschrift | Bild |
| ---------------- | ---------------------------- | --- | ---- |
| Kirchstraße ·    | Georg Eduard Braun           | Georg Eduard Braun Jg. 1902 im Widerstand verhaftet 18.4.1945 erschossen 21.4.1945 Schiesstand Cuxhaven-Sahlenburg           |      |
| Klippenrandweg · | Martin Otto Wachtel          | Martin Otto Wachtel Jg. 1908 im Widerstand verhaftet 18.4.1945 erschossen 21.4.1945 Schiesstand Cuxhaven-Sahlenburg          |      |
| Lung Wai ·       | Erich Paul Jansen Friedrichs | Erich Paul Jansen Friedrichs Jg. 1890 im Widerstand verhaftet 18.4.1945 erschossen 21.4.1945 Schiesstand Cuxhaven-Sahlenburg |      |
| Lung Wai ·       | Kurt Arthur Pester           | Kurt Arthur Pester Jg. 1908 im Widerstand verhaftet 18.4.1945 erschossen 21.4.1945 Schiesstand Cuxhaven-Sahlenburg           |      |
| Lung Wai ·       | Karl Fnouka                  | Karl Fnouka Jg. 1908 im Widerstand verhaftet 18.4.1945 erschossen 21.4.1945 Schiesstand Cuxhaven-Sahlenburg                  |      |
| Steanaker ·      | Heinrich Karl Wilhelm Prüß   | Heinrich Karl Wilhelm Prüß Jg. 1889 denunziert verhaftet 8.10.1943 erschossen 14.8.1944 Brandenburg/Havel                    |      |

## Lebensläufe und Fotos
1. ↑  Georg Eduard Braun auf www.spurensuche-kreis-pinneberg.de
2. ↑  Martin Otto Wachtel auf www.spurensuche-kreis-pinneberg.de
3. ↑  Erich Paul Jansen Friedrichs auf www.spurensuche-kreis-pinneberg.de
4. ↑  Kurt Arthur Pester auf www.spurensuche-kreis-pinneberg.de
5. ↑  Karl Fnouka auf www.spurensuche-kreis-pinneberg.de
6. ↑  Heinrich Karl Wilhelm Prüß auf www.spurensuche-kreis-pinneberg.de

- Karte mit allen Koordinaten:
- OSM |
- WikiMap